# Équipe d'Australie de beach soccer
L'équipe d'Australie de beach soccer est une sélection qui réunit les meilleurs joueurs australiens dans cette discipline.

## Histoire
L'Australie jouent le premier match de son histoire contre l'équipe de France lors de la Coupe du monde 2005. Les Socceroos s'inclinent 5-1, Steve Karavatakis profite d'un moment d'égarement de la défense française pour devenir le premier buteur de l'histoire du beach soccer aussie.

## Palmarès
- Coupe du monde
  - 1er tour en 2005

- Championnat d'Asie
  - 4e en 2013

## Équipe
| Nom                             | Poste     |
| ------------------------------- | --------- |
| Simon Rhett Jaeger              | Gardien   |
| George Souris                   | Défenseur |
| Ante Juric                      | Attaquant |
| Peter John Crevani              | Défenseur |
| Nikolas Constantinos Tsattalios | Défenseur |
| Antonio Michele Lastella        | Attaquant |
| Demetrios Bakis                 | Attaquant |
| Guilherme Coelho De Souza       | Attaquant |
| David Zdrilic                   | Défenseur |
| Michael Matricciani             | Attaquant |
| Panagiotis Nikas                | Attaquant |
| Joshua Da Palma                 | Gardien   |